# Cheumatopsyche leleupi
Cheumatopsyche leleupi là một loài Trichoptera trong họ Hydropsychidae. Chúng phân bố ở vùng nhiệt đới châu Phi.